# DC Thomson
DC Thomson är ett skotskt förlag och TV-produktionsbolag, som grundades 1905 av David Couper Thomson. Huvudkontoret ligger på 2 Albert Square, Dundee, DD1 9QJ, Skottland. DC Thomson är mest kända för utgivningen av The Dundee Courier, The Evening Telegraph, The Sunday Post, Oor Wullie, The Broons, The Beano, The Dandy och Commando. DC Thomson äger även Aberdeen Journals Group, som ger ut The Press and Journal.